# Mercedes-AMG
La Mercedes-AMG GmbH, comunemente detta AMG, è un'azienda tedesca nota per la collaborazione con Mercedes-Benz finalizzata alla progettazione e realizzazione dei modelli sportivi del marchio tedesco.

## Storia

### I primi anni

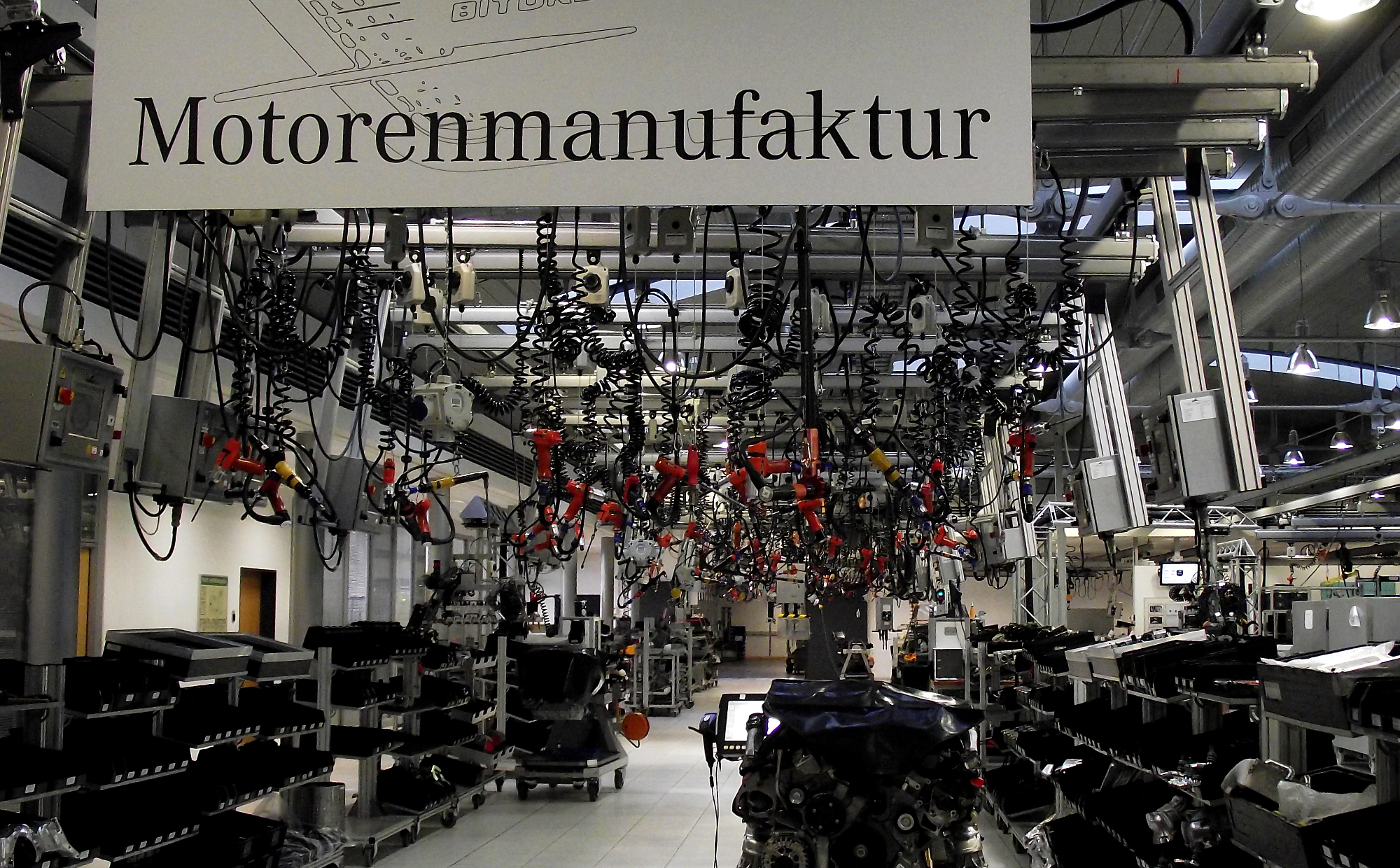
Interno della fabbrica di motori della AMG ad Affalterbach

Fu fondata nel 1967 da Hans Werner Aufrecht e Erhard Melcher nella cittadina di Großaspach. Unendo le iniziali dei due cognomi e l'iniziale della cittadina, si ottiene la sigla A-M-G.

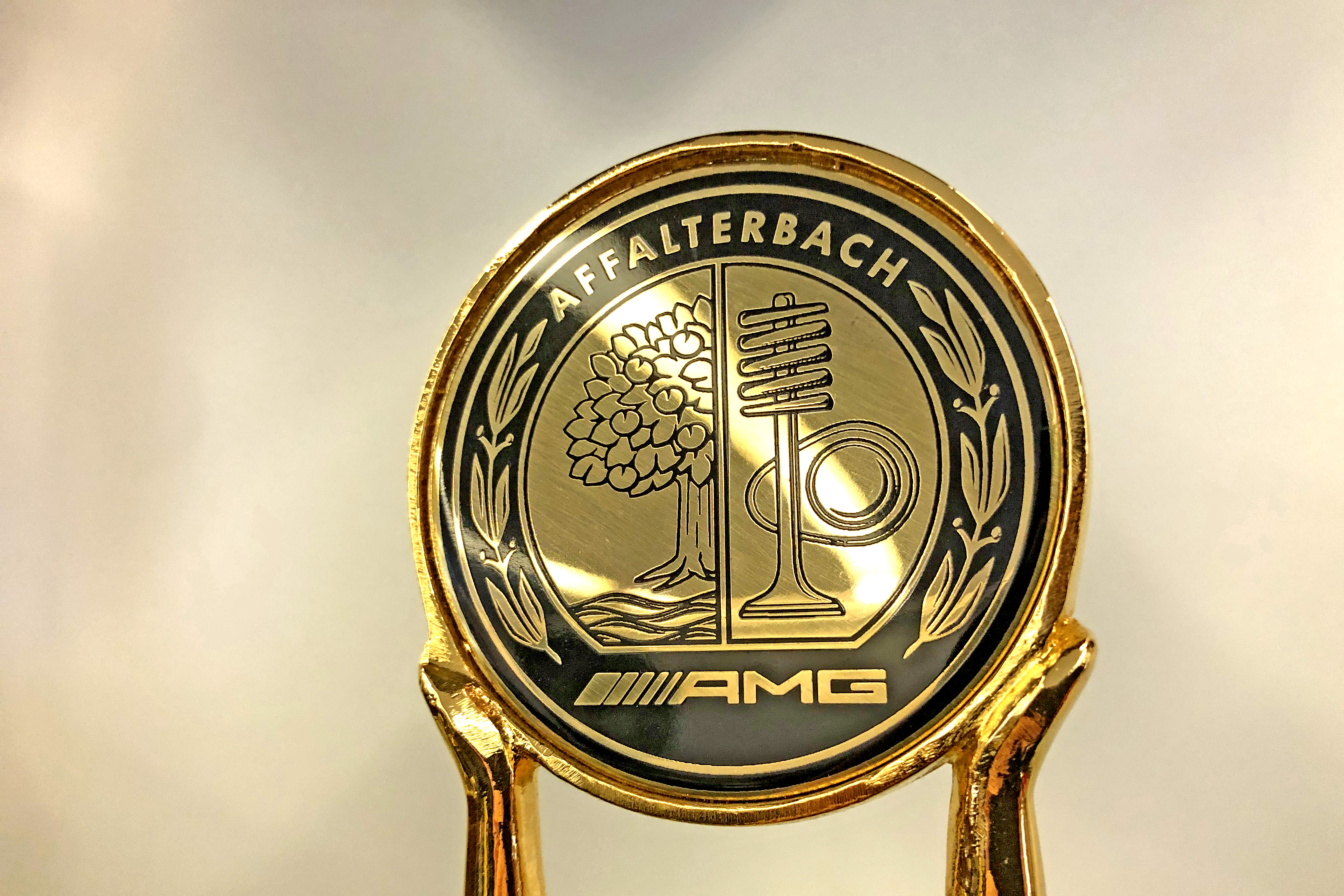
Logo Mercedes AMG Classic

Il nome ufficiale dell'azienda in lingua tedesca è AMG Motorenbau und Entwicklungsgesellschaft mbH, che letteralmente significa "Società costruzione e sviluppo di motori a responsabilità limitata": si trattava all'epoca di una società privata di elaborazione di autovetture.
Il loro primo riconoscimento arriva nel 1971 quando il gruppo vince nella propria categoria la 24 Ore di Spa, gara del campionato europeo turismo, grazie ad una AMG Mercedes 300 SEL 6.9 (in classifica generale la vettura si piazzerà al secondo posto). Pochi anni dopo la piccola società inizia a crescere, e la sede si trasferisce ad Affalterbach, sempre nel Baden-Württemberg. In quel periodo i dipendenti sono appena 40, ma il loro nome inizia ad essere sempre più conosciuto.

### L'inizio della collaborazione con la Mercedes
Dopo una decina di anni, nel 1988 la AMG si presenta come partner di Mercedes-Benz al Campionato DTM, campionato tedesco per le vetture da turismo: ben presto diventa il team di maggior successo.

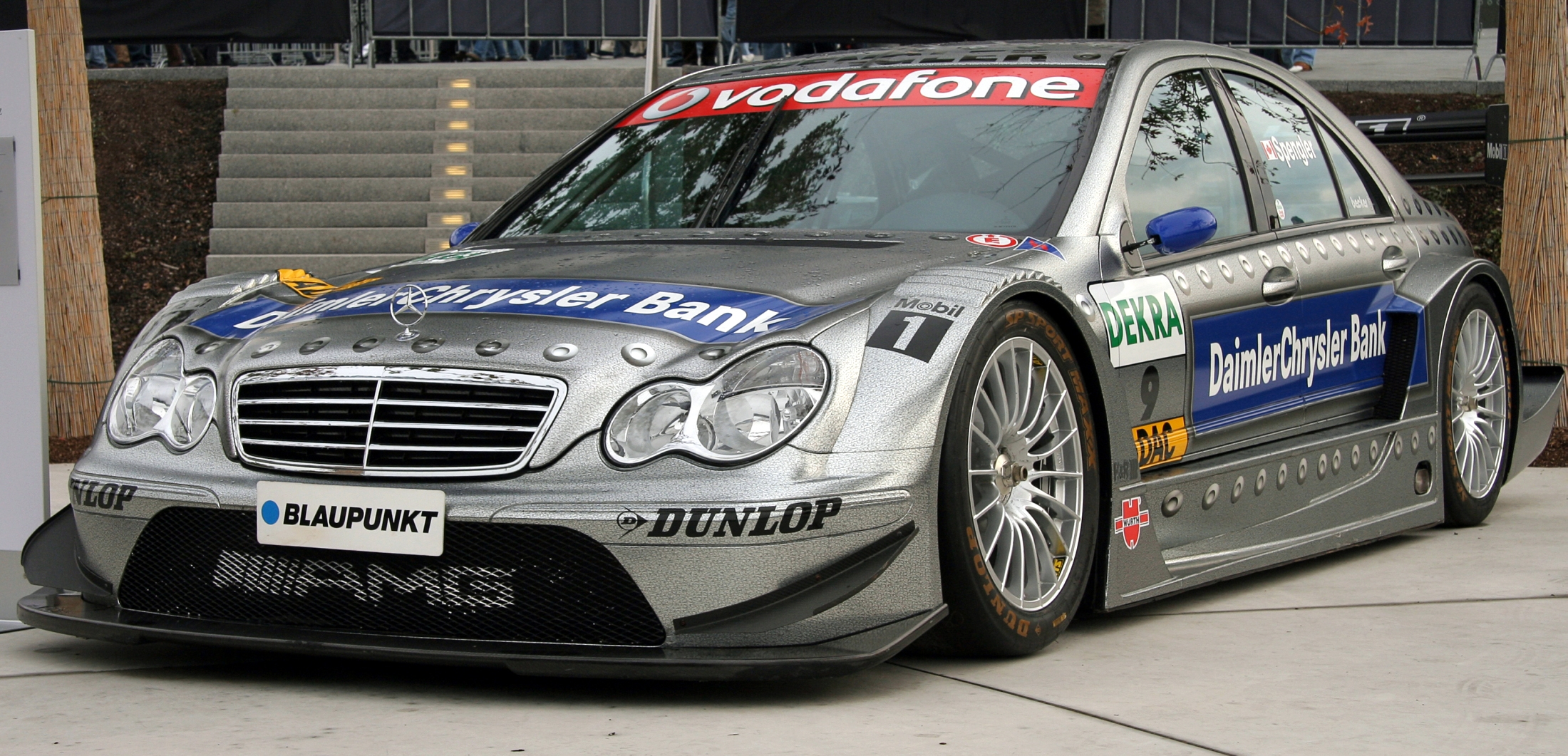
Mercedes-Benz Classe C AMG DTM del 2006 di Bruno Spengler

Due anni dopo nel 1990 viene attivato lo stabilimento di Affalterbach. AMG raggiunge quota 400 dipendenti e stringe un contratto di collaborazione con la Mercedes, in forza del quale inizia a produrre modelli su larga scala. Nel 1993 presenta al pubblico la prima autovettura nata dalla collaborazione delle due aziende, la C 36 AMG.
Intanto nel 1995 il marchio vince per la terza volta il campionato DTM e un anno dopo viene presentata al salone dell'automobile di Ginevra la E 50 AMG. Nel 1999 vengono prodotte e vendute in tutto il mondo circa 5000 autovetture AMG, con la ML 55 AMG come modello più richiesto.
Il 1º gennaio 1999 Daimler Chrysler AG acquisisce il 51% delle azioni AMG e l'azienda viene rinominata Mercedes-AMG GmbH.

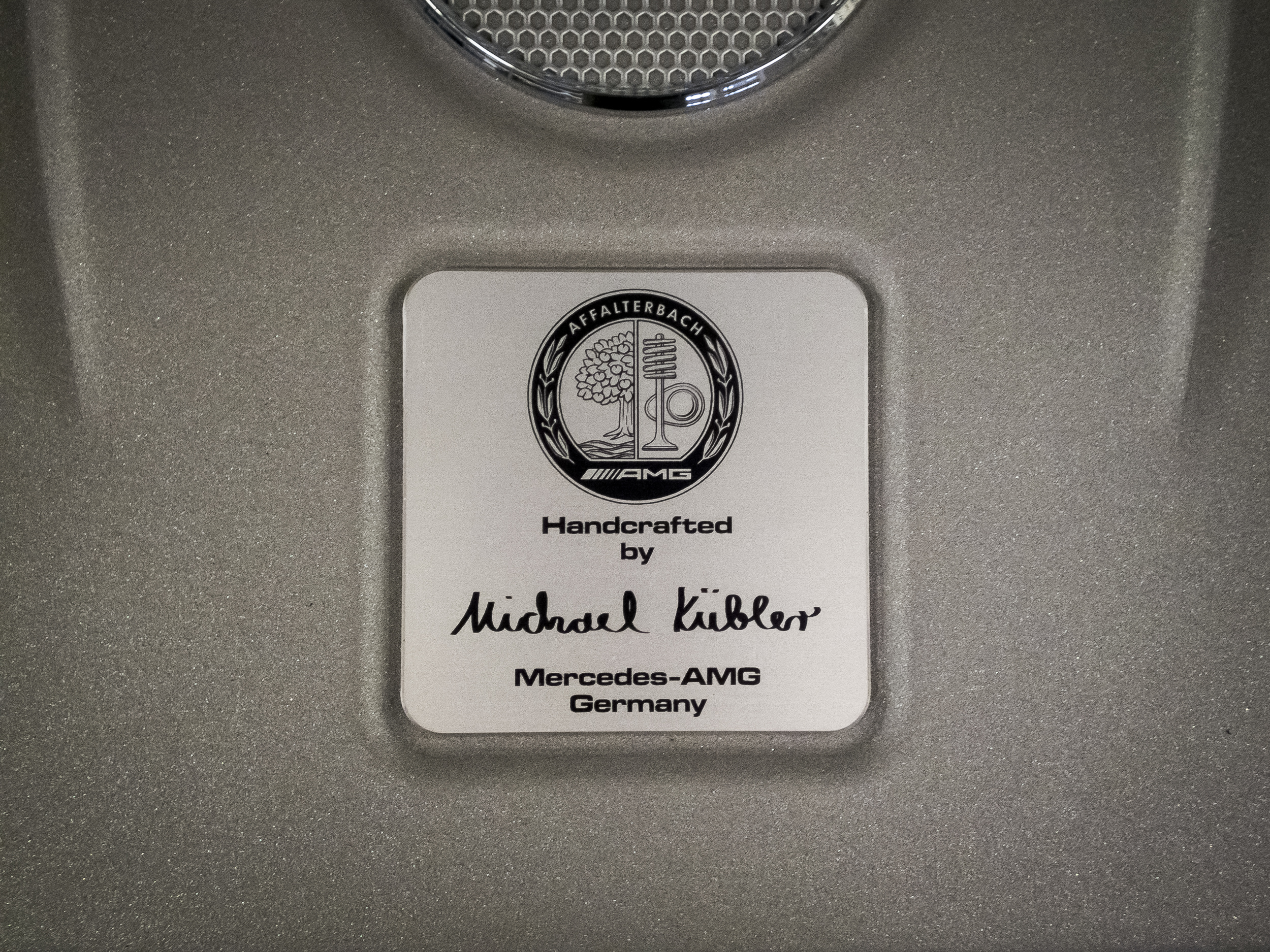
Dettaglio della placchetta di un motore Mercedes-AMG M279 che riporta il nome dell'operaio che l'ha prodotta

Con il passare degli anni la gamma di modelli allestiti da AMG si allarga sempre di più: nel 2001-2002 vengono presentate le C 32 AMG, SLK 32 AMG, SL 55 AMG, CLK 55 AMG, E 55 AMG, C 30 CDI AMG, S 55 AMG e CL 55 AMG; nel 2004-2005 le C 55 AMG, G 55 AMG, SL 65 AMG, SLK 55 AMG, S 65 AMG, R 63 AMG, SL 55 AMG, SL 65 AMG, CLS 63 AMG e CLK 63 AMG.
Il 1º gennaio 2005 Hans Werner Aufrecht vende le sue azioni rimanenti a Daimler Chrysler e da allora la Mercedes-AMG GmbH è interamente una controllata di Daimler AG.

## Gamma AMG
Tutte le AMG si possono riconoscere da alcuni segni particolari: spoiler anteriore con grossa presa d'aria, cerchi AMG a doppie razze, dischi dei freni forati con pinze apposite, due o quattro terminali di scarico e il logo distintivo AMG posto di fianco al segno identificativo del modello.

Le elaborazioni AMG sono discrete, lasciando quasi inalterata l'estetica della vettura, in accordo con la filosofia di Mercedes-Benz, ma distinguendosi per prestazioni nettamente di spicco. Ogni propulsore viene assemblato in fabbrica ad opera di un singolo tecnico, secondo la filosofia "Un uomo, un motore" tipica della casa. A riscontro di ciò, ogni motore AMG presenta una targhetta con la firma dell'addetto che ne ha curato l'assemblaggio. Ad oggi la fabbrica di Affalterbach conta 63 meccanici addetti all'assemblaggio dei propulsori.

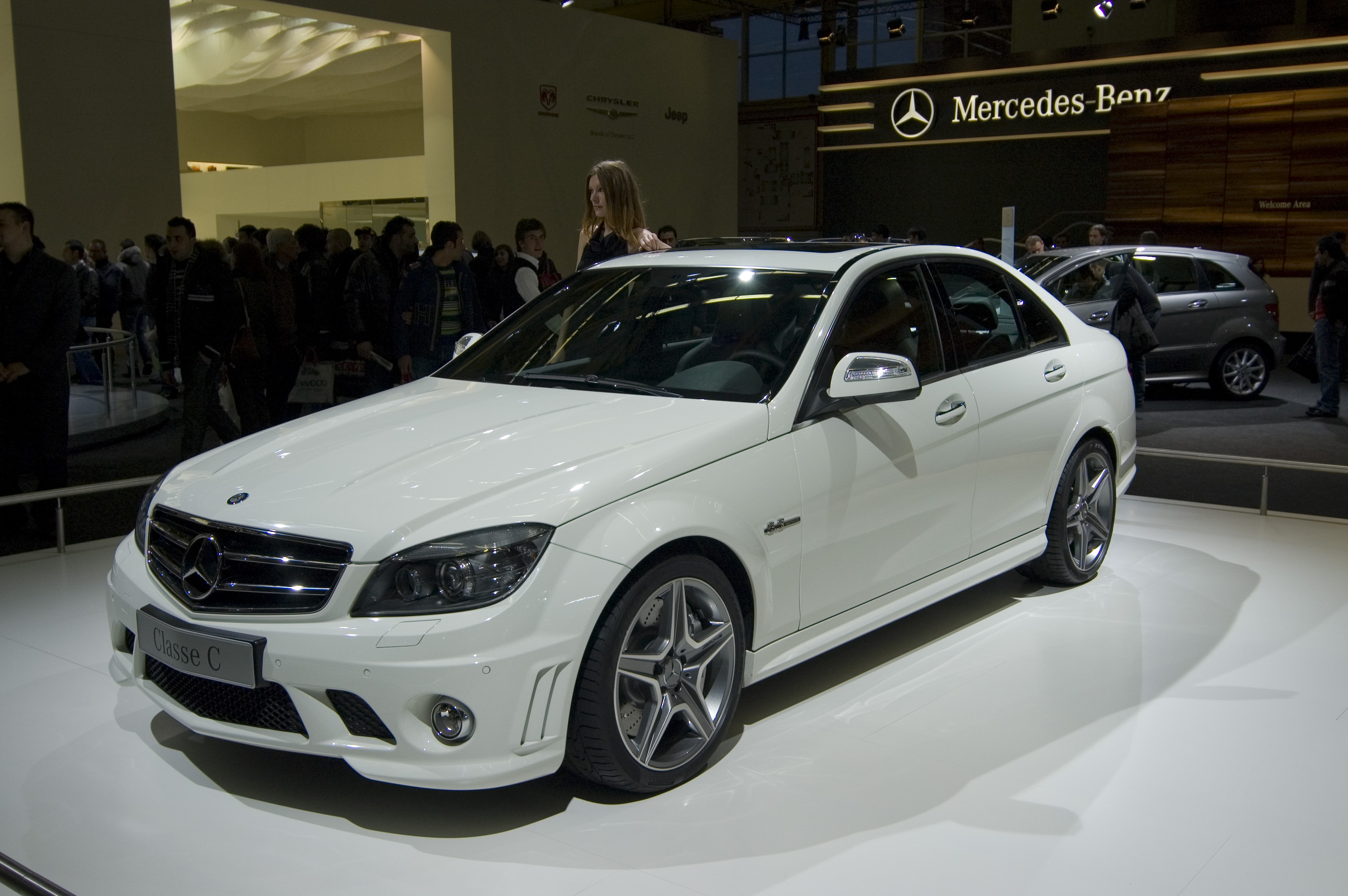
Mercedes Classe C in versione AMG del 2007

La produzione AMG per Mercedes si articola in quattro propulsioni diverse per cilindrata e frazionamento:
- 2.0 litri L4, il motore di più recente progettazione che equipaggia l'ultima serie della Mercedes Classe A, è il motore a quattro cilindri con la maggior potenza specifica (210,5 CV/l).[2] Questo motore equipaggia la Classe A 45 AMG, la Classe CLA 45 AMG, berlina 3 volumi derivata dalla Classe A, la classe A35 AMG (nuovo modello entry-level della gamma AMG) e la Classe GLA 45AMG 4MATIC
- 4.0 litri V8, realizzato unendo 2 bancate del motore precedente, equipaggia la Mercedes-Benz AMG GT la potenza è di 462 CV nel modello base, 510 nel modello GT-S fino a 585 nella versione GT-R. equipaggia anche i modelli: C63 (476CV), C63S (510CV), E63 (585CV), E63S (612CV), GLC63 (476CV), GLC63S (510CV) , GT-4porte 63 (585CV), GT-4porte 63S (639CV)
- 6.2 litri V8, capace di generare elevati livelli di coppia e potenza, da 457 cavalli per la Classe C AMG, fino ai 630 della SLS AMG Black Edition, equipaggia le Mercedes classe C AMG, C AMG Black Edition, SLS AMG, SLS AMG Black Edition. Ormai questo motore, col progressivo ritorno del turbo, è in disuso.
- 3.0 litri V6 o in linea: viene usato nei modelli 43 della gamma (V6), nei modelli 53 AMG (in linea)
- 6.0 litri V12 Biturbo, derivato dal 5.5 litri Mercedes identificato nei modelli S, SL, CL e SEC come "600". Gli ingegneri AMG hanno effettuato un aumento di cubatura e l'applicazione di due piccoli turbocompressori. Il risultato vede un propulsore erogante 630 CV nonostante un regime di rotazione relativamente basso per un motore a benzina (max 6000 giri). Degna di nota è anche la coppia che il V12 AMG è capace di sviluppare: circa 1250 N·m, valore che i tecnici sono stati costretti a limitare elettronicamente a 1000 N·m per evitare sollecitazioni eccessive alla trasmissione. Il motore equipaggia i modelli Mercedes di nicchia: S, CL, SL, e SEC con denominazione "65 AMG Performance". Viene anche fornito per il modello Huayra della casa costruttrice italiana Pagani.
- 5.4 litri V8 BiTurbo, propulsore di recente progettazione dotato di due turbocompressori, iniezione diretta, controllo elettronico della fasatura, capace di generare potenze da 525 a 585 cavalli e che pian piano soppianterà il 6.2 litri V8, dotato delle più moderne tecnologie, che equipaggia le Mercedes E AMG, CLS AMG, CLS ShootingBrake AMG, S AMG, CL AMG, ML AMG, G AMG.

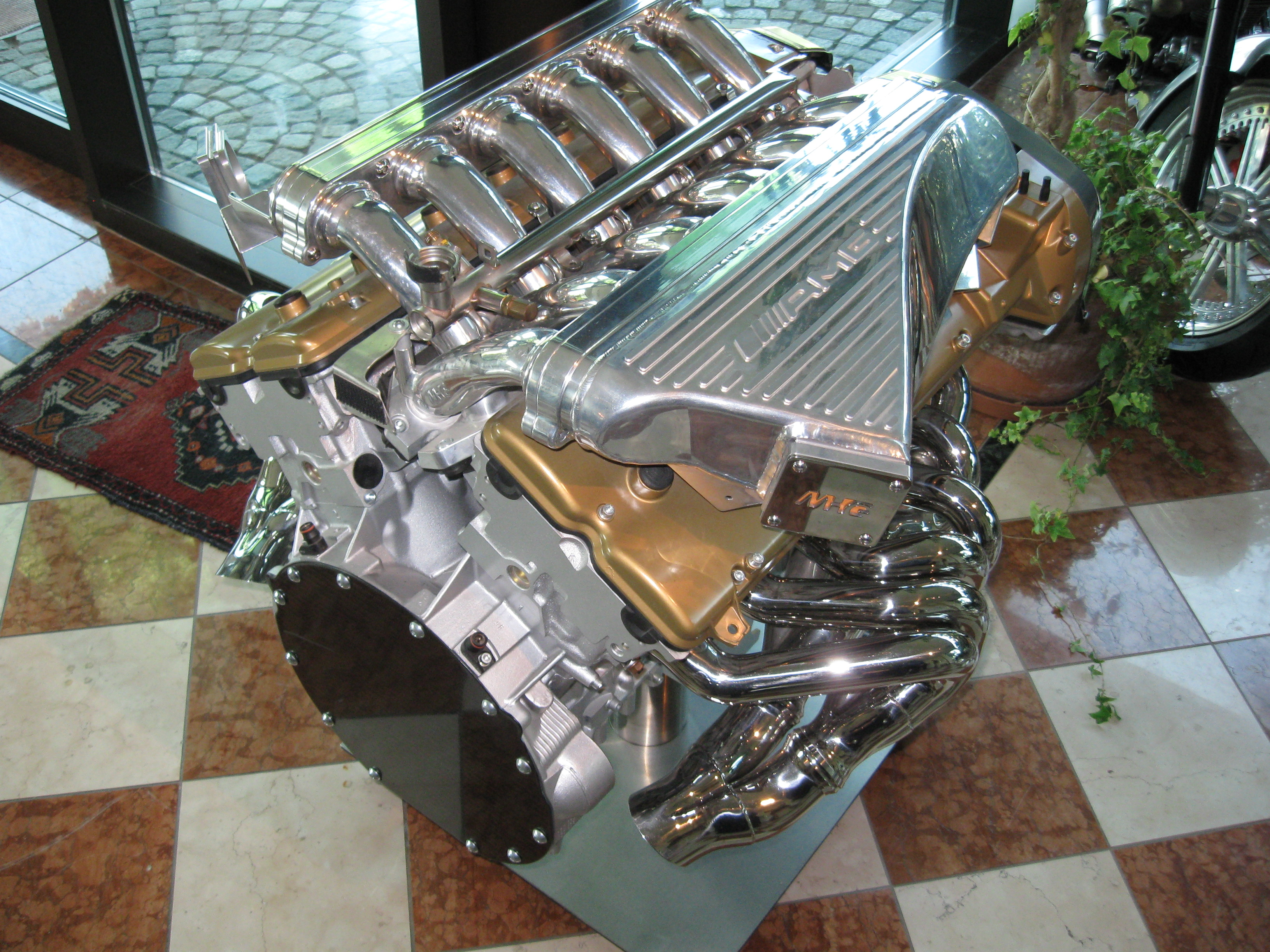
Motore V12 AMG costruito per essere montato appositamente dalla Pagani